# Данаиде
Данаиде (грч. Danaides) (лат. Danaides) су у грчкој митологији кћерке краља Данаја, праоца грчког племена Данајаца.

## Митологија
Данаиде је заједничко име за кћерке краља Данаја. Краљ Данај, праотац грчког племена Данајаца, је имао педесет кћерки и оне су, по очевој заповести, у првој брачној ноћи убиле своје мужеве. Све кћерке, сем најмлађе Хипермнестре (која из љубави поштеди свог мужа Линкеја) су послушале свога оца, а за тај свој чин су биле кажњене од богова, да у подземном свету Хада вечно сипају воду у буре без дна. 
Судбина најмлађе кћерке краља Данаја, Хипермнестре је била другачија од судбине њених сестара, и она је за своје не испуњење заповести свог оца, била награђена од богова.

## О Данаидама
Име Данаида је до данашњих дана задржано у пословицама, а њихова се казна сматра симболом непотребног и узалудног посла.
Судбину Данаида обрадио је, у свом делу „Прибјегарке“, Есхил, а за то дело му је послужио велики еп „Данаиде“ непознатог песника. 
Сачувано је пет примерака ваза са приказима Данаида. Посуде потичу из 6. - 5. века пре нове ере. Две вазе се налазе у Ермитажу, а по једна у Британском музеју у Лондону, Народном музеју у Напуљу и у музеју у Карлсруеу.